# Liste der Bodendenkmäler im Geisberger Forst
Auf dieser Seite sind die Bodendenkmäler in dem oberfränkischen gemeindefreien Gebiet Geisberger Forst zusammengestellt. Diese Tabelle ist eine Teilliste der Liste der Bodendenkmäler in Bayern. Grundlage ist die Bayerische Denkmalliste, die auf Basis des Bayerischen Denkmalschutzgesetzes vom 1. Oktober 1973 erstmals erstellt wurde und seither durch das Bayerische Landesamt für Denkmalpflege geführt wird. Die folgenden Angaben ersetzen nicht die rechtsverbindliche Auskunft der Denkmalschutzbehörde.

## Bodendenkmäler im Geisberger Forst
| Lage       | Objekt | Akten-Nr.     | Bild |
| ---------- | --- | ------------- | ---- |
| (Standort) | Grabhügel vorgeschichtlicher Zeitstellung, daraus Funde der Bronzezeit.                                                                                            | D-4-6032-0065 |      |
| (Standort) | Wüstung des Mittelalters und der frühen Neuzeit. | D-4-6032-0101 |      |
| (Standort) | Bestattungsplatz mit Grabhügeln vorgeschichtlicher Zeitstellung mit Bestattungen der mittleren und späten Bronzezeit, der Hallstattzeit und der frühen Latènezeit. | D-4-6132-0012 |      |
| (Standort) | Bestattungsplatz mit teilweise verebneten Grabhügeln der Hallstattzeit sowie mit Flachgräbern der Hallstattzeit und der frühen Latènezeit.                         | D-4-6132-0013 |      |
| (Standort) | Ringwallanlage mit vorgelagerter Abschnittsbefestigung vor- und frühgeschichtlicher Zeitstellung.                                                                  | D-4-6132-0281 |      |